# (19835) Zreda
(19835) Zreda (2000 SQ252) – planetoida z grupy pasa głównego asteroid okrążająca Słońce w ciągu 3,54 lat w średniej odległości 2,32 j.a. Odkryta 24 września 2000 roku.